# Amt Gescher
Das Amt Gescher war ein Amt im alten Kreis Coesfeld in Nordrhein-Westfalen. Im Rahmen der nordrhein-westfälischen Gebietsreform wurde das Amt zum 1. Juli 1969 aufgelöst.

## Geschichte
Im Rahmen der Einführung der Landgemeindeordnung für die Provinz Westfalen wurde 1843 im Kreis Coesfeld die Bürgermeisterei Gescher in das Amt Gescher überführt. Dem Amt gehörten die sechs Gemeinden 
- Gescher
- Büren
- Estern
- Harwick
- Tungerloh-Capellen
- Tungerloh-Pröbsting

an.
Das Amt Gescher wurde zum 1. Juli 1969 durch das Gesetz zur Neugliederung von Gemeinden des Landkreises Coesfeld aufgelöst. Seine sechs Gemeinden wurden zu einer neuen Stadt Gescher zusammengeschlossen, die auch Rechtsnachfolgerin des Amtes ist. Seit 1975 gehört die Stadt Gescher zum neuen Kreis Borken.

## Einwohnerentwicklung
| Jahr | Einwohner | Quelle |
| ---- | --------- | ------ |
| 1858 | 3988      | [ 2 ]  |
| 1871 | 3.912     | [ 3 ]  |
| 1885 | 3.972     | [ 4 ]  |
| 1910 | 5.085     | [ 5 ]  |
| 1939 | 7.820     | [ 6 ]  |
| 1950 | 10.177    | [ 7 ]  |
| 1969 | 12.974    | [ 7 ]  |